# Kanchō
Kanchō (カンチョー?) es una broma o jugarreta llevada a cabo habitualmente por niños en edad escolar en Japón. Se hace uniendo las manos de manera tal que los dedos índices señalen juntos y tratando de insertarlos bruscamente en la región anal de alguien, cuando la víctima no esté viéndolo. Es similar en espíritu al Wedgie o goosing en Estados Unidos, al Saca-cacas mexicano o al choco-dedo en España.

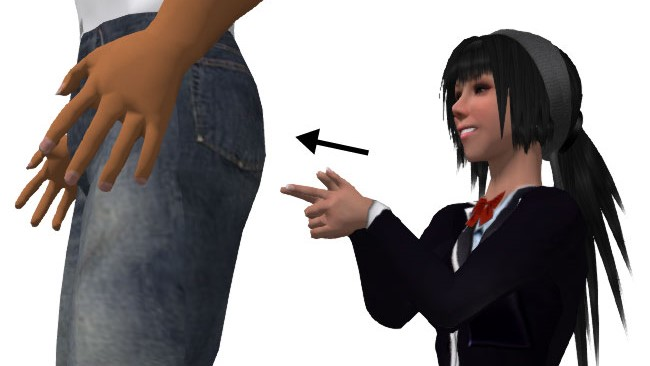
Broma (kanchō)

Esta broma ha sido popular en Japón y otros países asiáticos durante años, pero recientemente ha visto incrementada su popularidad por el anime Naruto, donde se le llama Técnica de taijutsu secreto de la hoja: Mil años de muerte. También en el anime Nagi no Asukara, una chica llamada Chisaki recibe la jugarreta de parte de un niño. En Japón, hay un show televisivo en donde una celebridad hace kanchos a gente al azar. También es conocido en Corea del Sur como ttong chim, ddong chim o dong chim y en las Filipinas como bembong o pidyok, de la palabra filipina tumbong, que significa coxis.
En ciertos países, el acto del kancho puede ser ilegal y ser considerado acoso sexual, o incluso abuso sexual, a pesar de que se es más bien permisivo cuando ocurre en ambiente infantil. A pesar de que la práctica es bien conocida en Corea del Sur, ha habido casos en que adultos que lo hacen han sido arrestados. En Japón es considerada una jugarreta infantil en vez de un acto criminal.
La palabra es usada a veces para gastar bromas a personas recién llegadas a Japón, y que conocen todavía poco el idioma. Al preguntar por la cuenta en un restaurante en Japón (una manera de pedir la cuenta es kanjo kudasai que significa "Por favor, deme la cuenta."), se le explica a la víctima que debe decir kancho kudasai! que significa "Por favor, hágame un kancho!", lo cual usualmente termina en la risa histérica del camarero.

## Etimología
La palabra es una adopción de la palabra en japonés para enema (浣腸 kanchō?). Generalmente la palabra se escribe en katakana cuando se usa como un argot, y en kanji cuando se usa en el sentido médico.